# Alfred Ter-Mkrtchyan
Alfred Ter-Mkrtchyan –en ruso, Альфред Тер-Мкртчян; en armenio, Ալֆրէդ Տէր-Մկրտչյան– (Teherán, Irán, 19 de marzo de 1971) es un deportista alemán de origen armenio que compitió en lucha grecorromana.
Participó en tres Juegos Olímpicos de Verano, obteniendo una medalla de plata en Barcelona 1992, en la categoría de 52 kg, el noveno lugar en Atlanta 1996 y el quinto lugar en Sídney 2000.
Ganó cinco medallas en el Campeonato Mundial de Lucha entre los años 1993 y 1999, y seis medallas en el Campeonato Europeo de Lucha entre los años 1991 y 2000.

## Palmarés internacional
| Representando a la URSS           |                          |                   |           |
| Campeonato Europeo                |                          |                   |           |
| Año                               | Lugar                    | Medalla           | Categoría |
| 1991                              | Aschaffenburg (Alemania) | Medalla de bronce | 52 kg     |
| Representando al Equipo Unificado |                          |                   |           |
| Juegos Olímpicos                  |                          |                   |           |
| Año                               | Lugar                    | Medalla           | Categoría |
| 1992                              | Barcelona (España)       | Medalla de plata  | 52 kg     |
| Representando a la CEI            |                          |                   |           |
| Campeonato Europeo                |                          |                   |           |
| Año                               | Lugar                    | Medalla           | Categoría |
| 1992                              | Copenhague (Dinamarca)   | Medalla de oro    | 52 kg     |
| Representando a Alemania          |                          |                   |           |
| Campeonato Mundial                |                          |                   |           |
| Año                               | Lugar                    | Medalla           | Categoría |
| 1993                              | Estocolmo (Suecia)       | Medalla de bronce | 52 kg     |
| 1994                              | Tampere (Finlandia)      | Medalla de oro    | 52 kg     |
| 1995                              | Praga (República Checa)  | Medalla de bronce | 52 kg     |
| 1997                              | Breslau (Polonia)        | Medalla de bronce | 54 kg     |
| 1999                              | El Pireo (Grecia)        | Medalla de bronce | 54 kg     |
| Campeonato Europeo                |                          |                   |           |
| Año                               | Lugar                    | Medalla           | Categoría |
| 1994                              | Atenas (Grecia)          | Medalla de bronce | 52 kg     |
| 1995                              | Besanzón (Francia)       | Medalla de plata  | 52 kg     |
| 1996                              | Budapest (Hungría)       | Medalla de bronce | 52 kg     |
| 2000                              | Moscú (Rusia)            | Medalla de bronce | 54 kg     |